# CDK5R1
Регуляторная субъединица 1 циклин-зависимой киназы 5, сокращённо CDK5R1 — один из нейрон-специфичных активаторов CDK5, наряду с CDK5R2. Имеет две формы, p35 и p25. P25 образуется при расщеплении p35 калпаином, при этом белок перемещается от периферии клетки к ядру и околоядерным областям. P25 дерегулирует активность CDK5, продлевая активацию этой киназы и изменяя её клеточное местоположение. У человека кодируется геном CDK5R1.
При болезни Альцгеймера отмечается избыточное накопление p25 в мозге, что коррелирует с усилением активности CDK5 и может гипотетически сбивать процессы фосфорилирования белка тау, ассоциированного с микротрубочками, способствуя патологическому процессу.